# Kramarka (polana)
Kramarka – polana na grzbiecie Kordowiec – Złotułki w Paśmie Radziejowej w Beskidzie Sądeckim. Na grzbiecie tym, kolejno od dołu do góry jest 5 polan: Kordowiec, Poczekaj, Stos, Niemcowa i Kramarka. Najwyżej z nich położona Kramarka zajmuje grzbiety Niemcowej oraz sąsiedniego szczytu Złotułki. Położona jest na wysokości ok. 920–960 m. Znajduje się na niej rozdroże szlaków turystycznych. Dawniej były tutaj także domy, resztki jednego z nich znajdują się obok tego rozdroża szlaków turystycznych. Część polany była kiedyś orana, świadczą o tym zarośnięte borowinami kupy kamieni zbieranych z oranego pola i widoczne jeszcze zagony. Po drugiej wojnie światowej, gdy pojawiły się większe możliwości zarobkowe, młodzi ludzie odpływali do miast. Po 1989 również pasterstwo stało się nieopłacalne. Wskutek trudnych warunków bytowania (w szczególności brak wody i prądu elektrycznego) w ciągu lat powojennych mieszkańcy (lub ich potomkowie) przenieśli się do nowych siedzib położonych w dolinach; proces ten dotyczy też wielu okolicznych zasiedlonych dawniej przysiółków. Opuszczona i nieużytkowana polana stopniowo zarasta lasem. Pierwszym etapem naturalnej sukcesji zespołów roślinnych jest pojawienie się borówek; przy żółtym szlaku z Piwnicznej-Zdroju są ich całe łany.
Nazwa polany pochodzi od nazwiska Kramarz lub Kramarski. Polana należy do Roztoki Ryterskiej w województwie małopolskim, w powiecie nowosądeckim, w gminie Rytro. Jest dobrym punktem widokowym, Rozciąga się z niej szeroka panorama widokowa na Pasmo Jaworzyny Krynickiej. Nie jest koszona, jeśli więc nie zostaną podjęte działania, ze szkodą dla różnorodności biologicznej i walorów turystycznych zarośnie lasem. Los taki spotkał już wiele innych polan Beskidów.
W górnej części Kramarki (pod szczytem Złotułek) znajduje się rozdroże szlaków turystycznych. Prowadzi od niego przez las (tabliczka informacyjna) trasa dojściowa do sezonowego schroniska turystycznego – Chatki pod Niemcową (10 min).

## Piesze szlaki turystyczne
Główny Szlak Beskidzki na odcinku Rytro – Niemcowa – Kramarka – Radziejowa. Czas przejścia z Rytra na Niemcową – 2:30 h
 Piwniczna-Zdrój – Kamienny Groń – Trześniowy Groń – Złotułki (skrzyżowanie szlaków) – Chatka pod Niemcową. Czas przejścia 2 h